# Jardim 25 de Agosto
Jardim 25 de Agosto é um bairro do 1º distrito da cidade brasileira de Duque de Caxias, na área metropolitana do Rio de Janeiro. Seu nome origina-se da data de nascimento do patrono do Exército Brasileiro, o Duque de Caxias, que dá nome ao município.
Com população predominantemente de classe média e classe média alta, o local faz limites com diversos bairros da cidade, como o Parque Duque, o Beira Mar e o próprio Centro. Sua principal avenida, a Av. Brigadeiro Lima e Silva, corta toda a extensão do bairro.

## Transportes
Por ser próxima ao centro, os moradores não têm problemas com transporte. Na Avenida Brigadeiro Lima e Silva passam ônibus para praticamente todos os bairros do município. Além disso, os ônibus intermunicipais que passam pelo bairro deixam em pontos estratégicos de outras cidades, como por exemplo Penha e Pilares, no Rio de Janeiro, assim como a Central do Brasil. os centros de Magé e Piabetá, e para centro de Niterói.
Cortado pela linha do trem, o bairro também conta com uma estação da Supervia, localizado no limite com o centro da cidade, que liga para diversos bairros e municípios do Rio de Janeiro e da Baixada Fluminense e para bairros da Zona Sul da capital fluminense, através do metrô.
O bairro é cortado pela Avenida Brigadeiro Lima e Silva, que liga a Rodovia Washington Luiz ao centro da cidade. Portanto, para quem vem de Petrópolis e dos demais distritos do município, a avenida é caminho certo para chegar ao bairro. Para quem vem dos demais bairros da Baixada Fluminense, o acesso é feito pela Rua Paulo Lins, viaduto sobre a RFFSA que termina na Avenida Presidente Kennedy.

## Economia
Por ser situado próximo ao Centro, o bairro abriga diversas lojas, bancos, supermercados e praças, sendo portando um dos mais importantes locais do município, fuma espécie de anexo á região central onde moradores do mesmo (município) e demais localidades da baixada fluminense encontram suporte. Hospitais particulares também fazem parte do bairro, como o Cotefil, Daniel Lippi e Hospital de Clínicas Mario Lioni. Além disso, a Vinte e Cinto de Agosto também conta com dois shoppings: o Unigranrio Shopping, também conhecido como Shopping da AFE, localizado e integrado á Universidade Unigranrio e mais abaixo, na rua da universidade encontram-se bares e restaurantes como o bar do Zeca, Cevina e o Dialeto Carioca.

## Educação e lazer
O bairro possui opções variadas de ensino que variam entre instituições privadas e públicas, possuindo dois colégios estaduais de fácil acesso para ensino básico (jardim, ensino fundamental e médio) e também instituições como a Unigranrio, que se destaca como maior instituição de ensino superior da cidade. O bairro também abriga um campus da Universidade Estácio de Sá, um Polo Cederj e várias instituições de preparação para concursos, formação técnica e ensino de idiomas o que faz com que o foco de boa parte da população jovem do município se volte para o bairro como opção de um lugar para estudar e dedicar a outra atividades complementares. 
Por estar em uma região central da cidade, o bairro conta com duas praças como a  Praça Humaitá, conhecida como Praça do Detran, região muito movimentada e possui campos de futebol society, parquinhos, equipamentos para exercícios e dois coretos cobertos para descanso dos usuários e a praça Roberto Silveira, uma das mais conhecidas da cidade, situada entre o bairro e o centro do município. O bairro conta também com o Museu Ciência e Vida que faz mediação entre o mesmo (bairro) e o Centro, com ingressos acessíveis, exposições variadas e também fácil acesso.

## Esportes
No bairro, fica situada a Vila Olímpica de Duque de Caxias,
 que conta com um ginásio onde se praticam jogos de basquete, futsal e vôlei, um estádio de futebol com capacidade para 2 mil pessoas (Telê Santana, também conhecido como Maracanãzinho , onde o Duquecaxiense manda os seus jogos) e uma pista de atletismo.

## ligações externas
- UERJ-Baixada 1
- Mapa do bairro